# Île Art
Pour les articles homonymes, voir Art.
L’île Art (Aar en langue nyelâyu) est une île de Nouvelle-Calédonie située à environ 50 km au nord-ouest de la pointe septentrionale de la Grande Terre. Il s'agit de l'île principale de l'archipel et commune des Îles Belep, et la seule d'entre elles à être peuplée (la population mélanésienne de l'île voisine de Pott ayant été déplacée à la fin du XIXe siècle). 

## Géographie
Ses 843 habitants sont concentrés sur sa côte ouest, répartis en sept tribus concentrées autour du chef-lieu Waala (siège de l'ancienne mission des pères maristes) et de la baie du même nom. 

## Histoire
L'île est explorée par Xavier Montrouzier en 1858 qui y relève la flore. 
À la suite de la révolte d'Ataï en 1878, les autorités coloniales en font un lieu de déportation de plusieurs centaines des insurgés, et les pères maristes reviennent à cette occasion. 
De 1892 à 1898, la tribu de Balade accueille, malgré elle, la population Béléma des îles Art et Pott (Îles Belep), réquisitionnées et transformées en léproserie.
Lors de la Seconde Guerre mondiale, l'aviso Chevreuil, des Forces navales françaises libres, est envoyé en Nouvelle-Calédonie, par le commandant de la Marine dans le Pacifique, le capitaine de frégate Cabanier, pour des missions de maintien de l'ordre. Commandé par l'enseigne de vaisseau Fourlinnie, il fait un passage à Île Art entre le 10 et le 13 décembre 1941.

## Faune et flore
L'île habite plusieurs espèces endémiques, notamment la plante à fleurs Pittosporum artense.